# Old Medical College
Das Old Medical College ist ein historisches Seminargebäude in der Telfair Street 598 in Augusta im amerikanischen Bundesstaat Georgia. Das Bauwerk wurde 1835 für das Medical College of Georgia (MCG) errichtet und bis 1913 als dessen Hauptgebäude genutzt.
1996 wurde das alte Seminargebäude zur National Historic Landmark der Vereinigten Staaten erklärt, als beeindruckendes Beispiel der Greek-Revival-Architektur und wegen der historischen Bedeutung des MCG im Zusammenhang mit der Gründung der American Medical Association zur Entwicklung moderner Standards in der medizinischen Praxis.

## Beschreibung des Gebäudes
Das Old Medical College liegt in der Innenstadt von Augusta in der Nähe des Rathauses, an der Straßenecke zwischen der Telfair Street und der 6th Street.
Das Gebäude wurde 1835 von Charles Blaney Cluskey geplant und unter seiner Leitung erbaut. Cluskey war einer der ersten ausgebildeten Architekten der Vereinigten Staaten überhaupt und Vertreter des damals neuen Greek-Revival-Stils, der amerikanischen Variante des Klassizismus, den er bei diesem College-Bau exemplarisch verwirklichen konnte. Es ist ein zweistöckiger Ziegelbau, mit Stuck überzogen, um Steinbauweise zu imitieren. Jedes Stockwerk hat eine Höhe von etwa vier Metern; das Gebäude ist mit einer Länge von etwa 21,5 und einer Breite von etwa 23,5 Metern fast quadratisch.
An der auffälligen, nördlichen Front-Fassade zur Telfair Street befindet sich auf einem Hochparterre-Plateau ein großer vorspringender Portikus, der Tempel-Architektur der griechischen Antike nachgebildet, mit sechs massiven, längs geriffelten dorischen Säulen, die im oberen Teil der zweiten Etage ein Gebälk mit Giebelgesims abstützen. In der Höhe des Giebels wird das Dach des dahinter liegenden Gebäudes rundum von einem weiteren Gesims abgestützt, darüber erhebt sich ein von allen vier Seiten flach ansteigendes Dach mit einer Kuppel, die über einer Rotunde in der Mitte des Gebäudes steht. Der Haupteingang des Gebäudes liegt zentral unter dem Portikus-Vorbau; im Erdgeschoss gibt es keine Fenster an der Frontseite, in der zweiten Etage sind sieben kleinere, quadratische Fenster symmetrisch verteilt. An den östlichen und westlichen Seiten des Gebäudes öffnen sich jeweils 10 hohe Fenster, fünf in jeder Etage, in gleichartiger symmetrischer Verteilung. Die südliche Rückseite zeigt ebenfalls die Fünfteilung der Wandfläche mit gegenüber den Seiten abweichender Anordnung der Fenster sowie mit einer Mitteltür, die ursprünglich zum südlich daneben liegenden städtischen Krankenhaus führte, erbaut 1837, das 1933 abgerissen wurde.
Im Innern befanden sich mehrere große Hörsäle, Laborräume, ein Museum und eine Bibliothek; insgesamt war das Old Medical College für amerikanische medizinische Lehreinrichtungen im frühen 19. Jahrhundert sehr großzügig ausgestattet.
Zwei Anbauten ergänzen das Ensemble: Auf der Südseite, ursprünglich zwischen dem Medical College und dem städtischen Krankenhaus gelegen, ein Gebäude, das 1897 als großer Versammlungsraum für anatomische Vorführungen, wie sie um die Wende zum 20. Jahrhundert üblich waren, erbaut wurde. Auf der Westseite wurde 1869 ein rechteckiger Trakt angebaut, ursprünglich als städtische Arzneimittelausgabe konzipiert, später Küchentrakt.

### Aufrisse und Grundrisse des Bauwerks

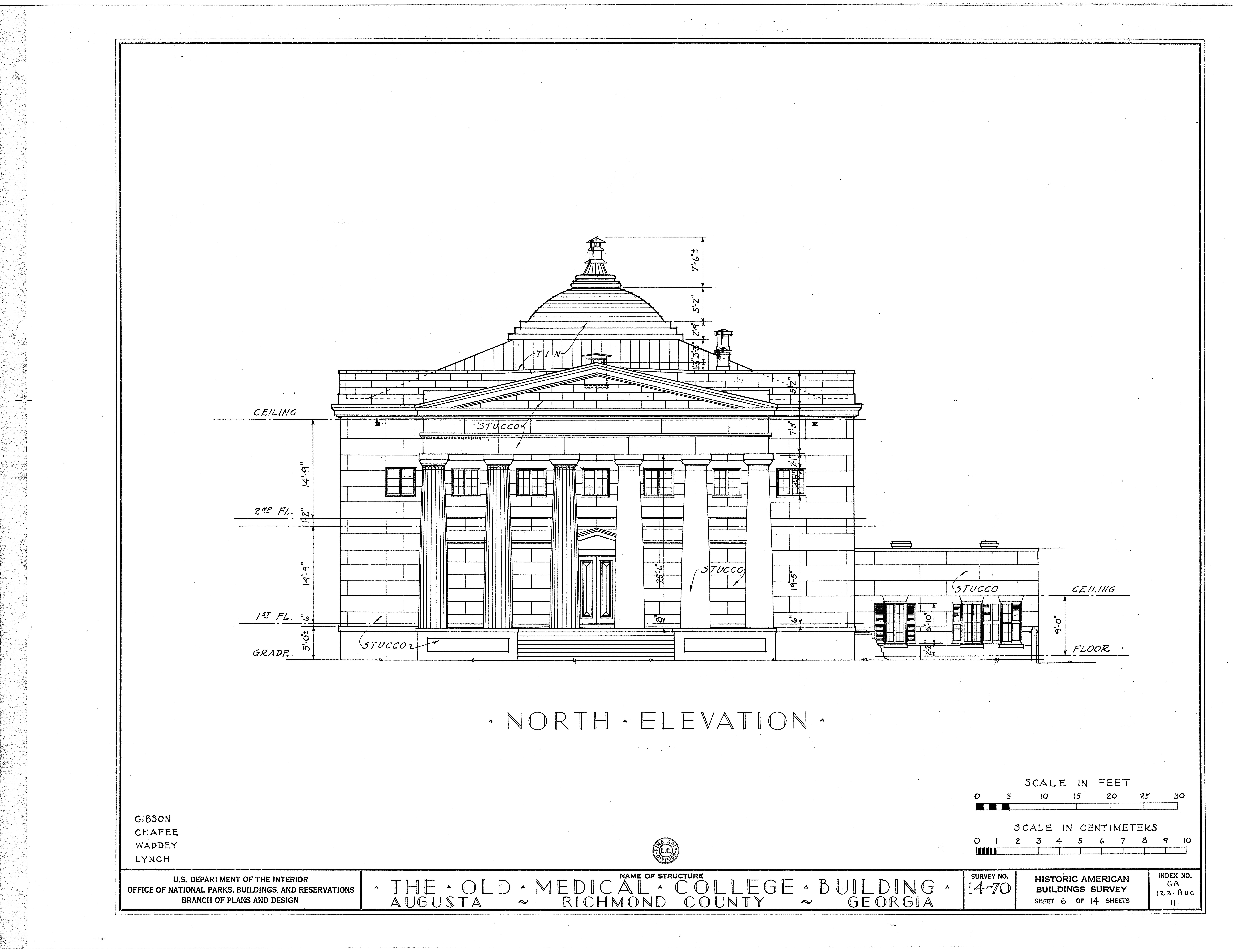
Aufriss Frontseite.
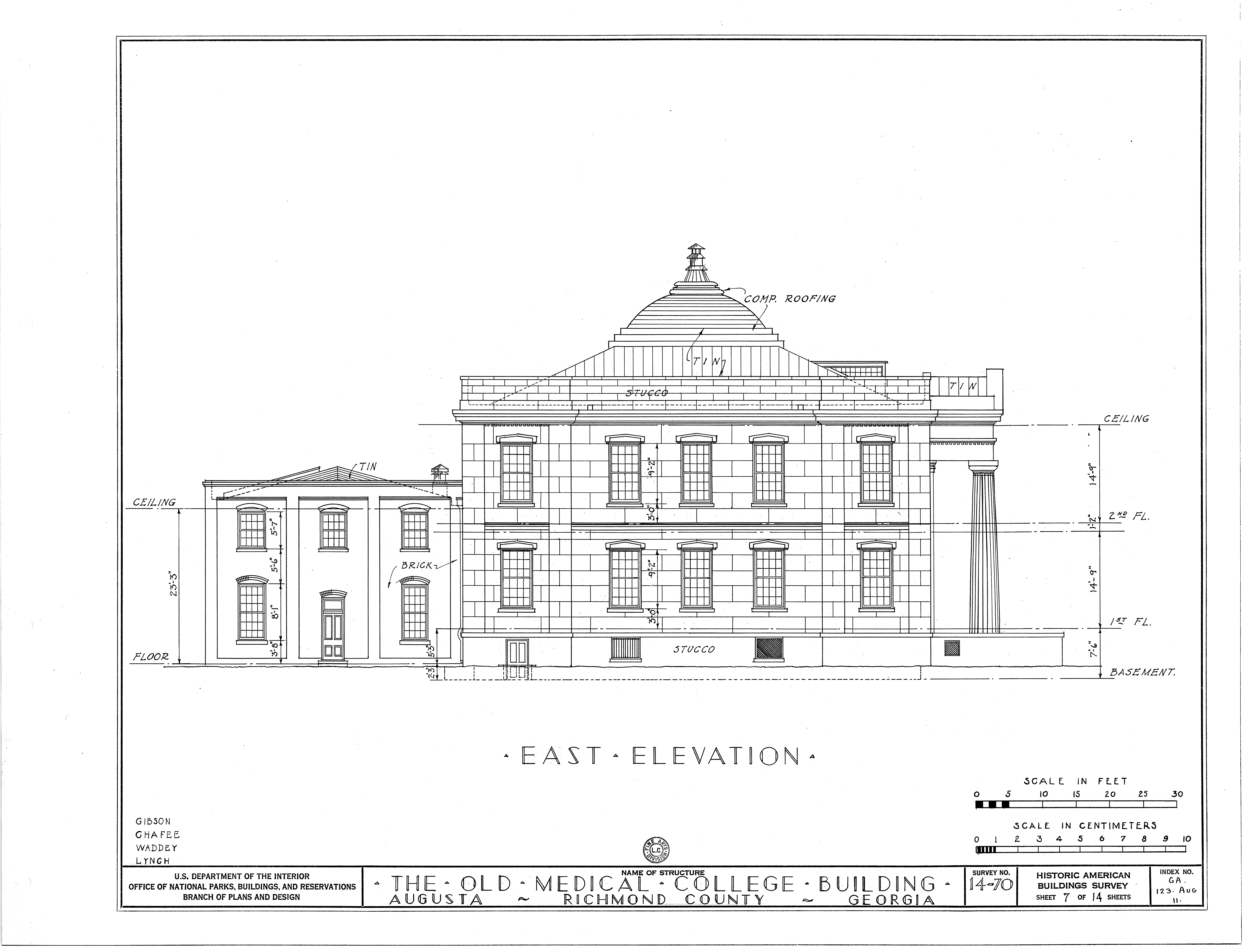
Aufriss linke, östliche Seite.
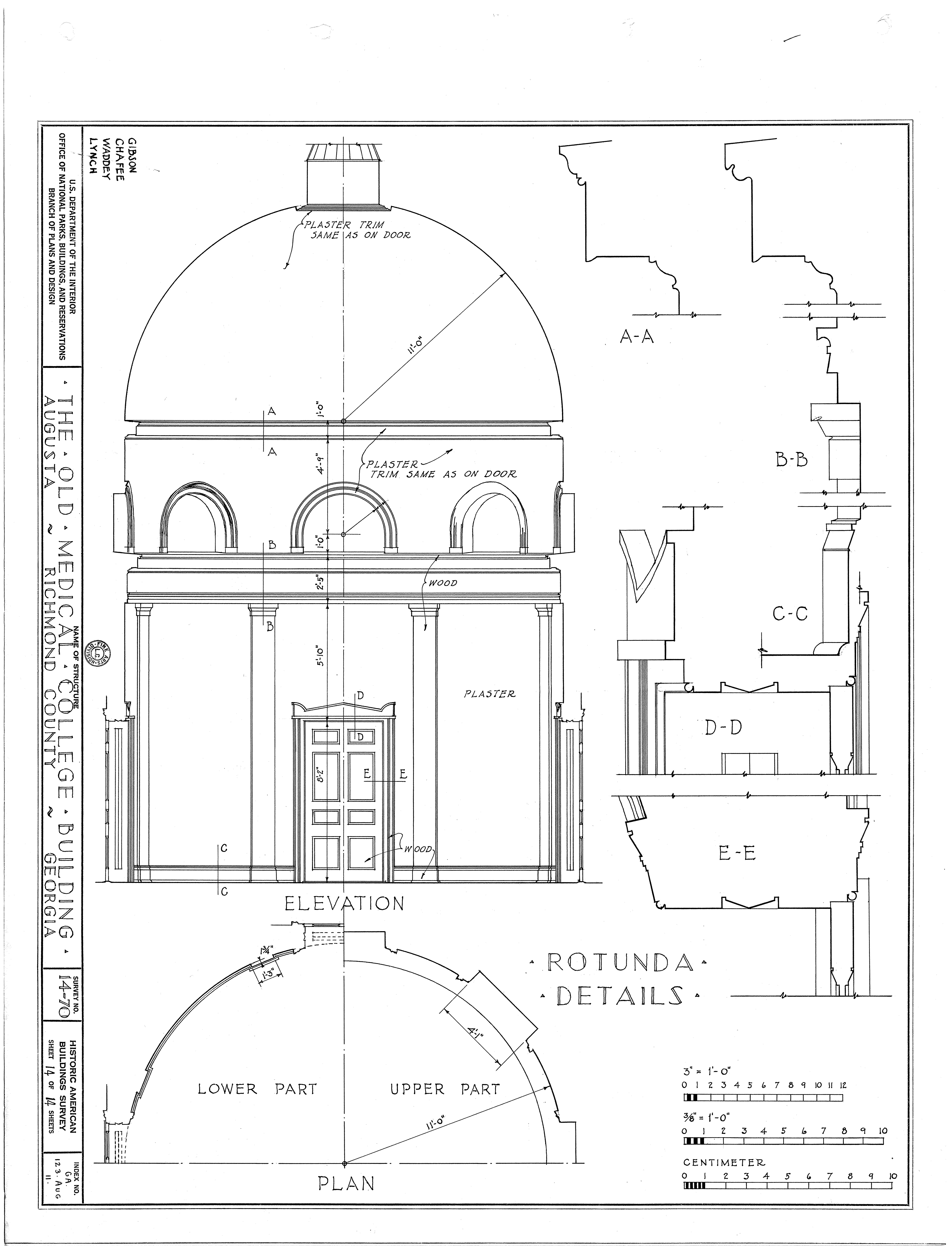
Aufriss und Details, Rotunde und Kuppel.
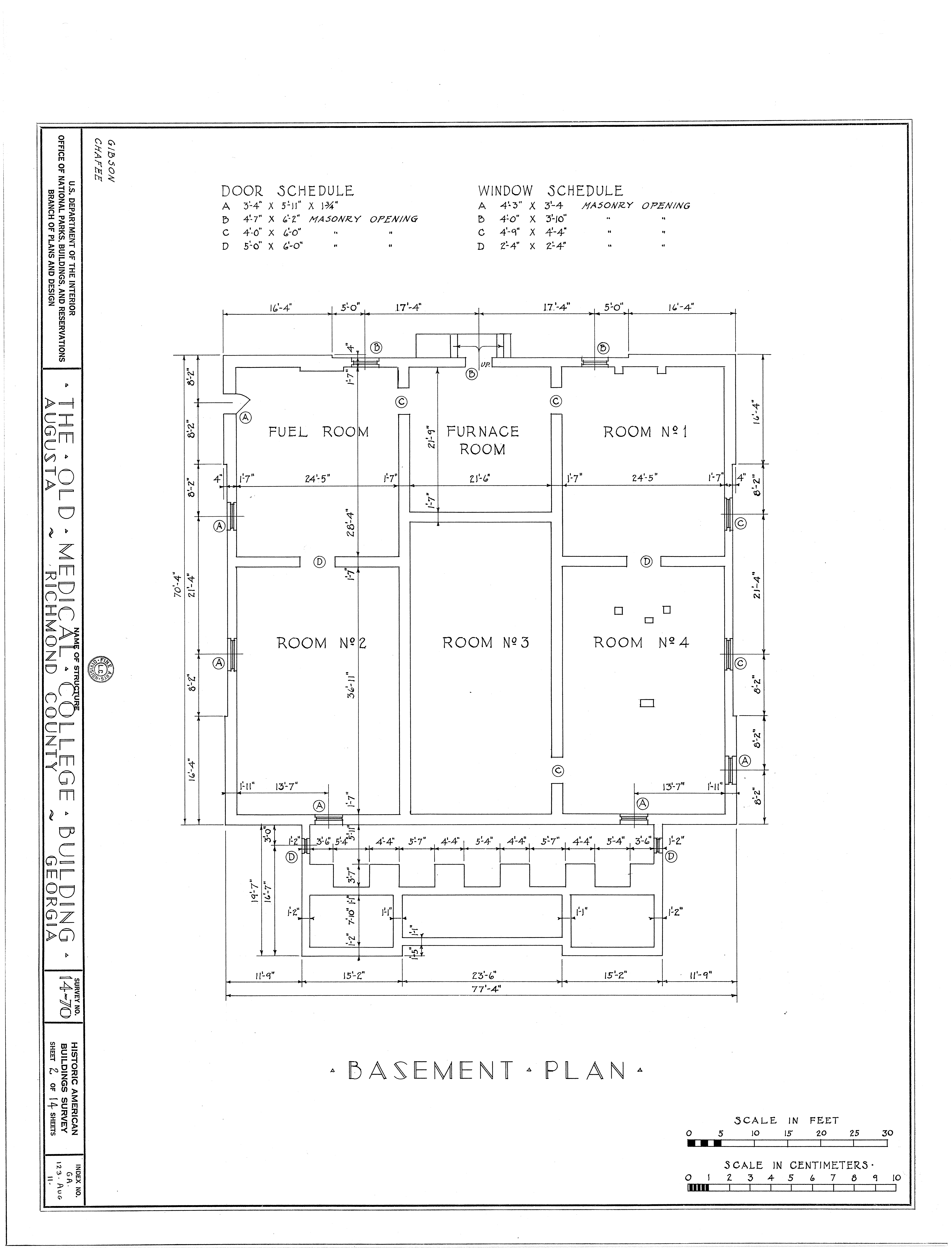
Grundriss Tiefparterre.
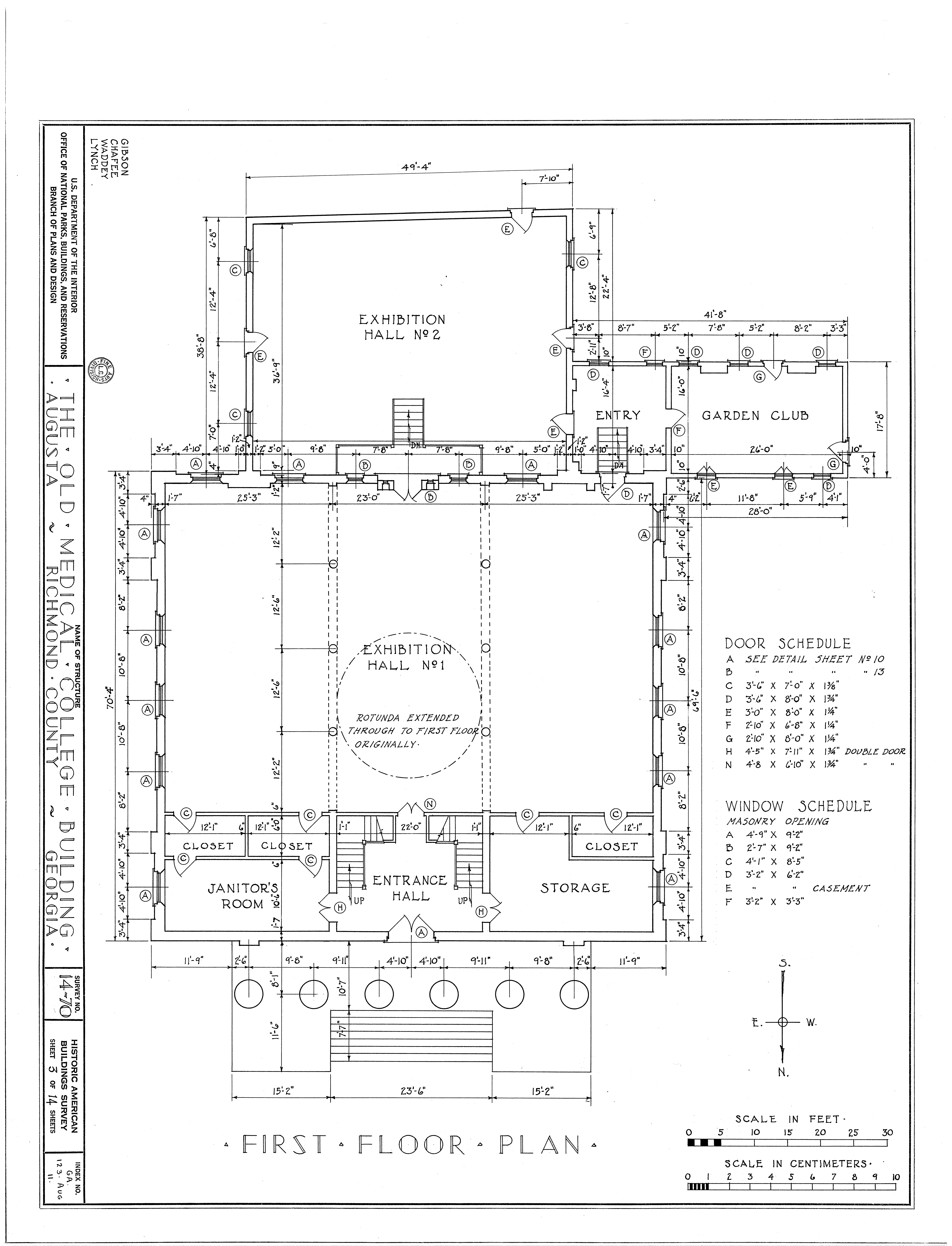
Grundriss Erdgeschoss (Hochparterre).
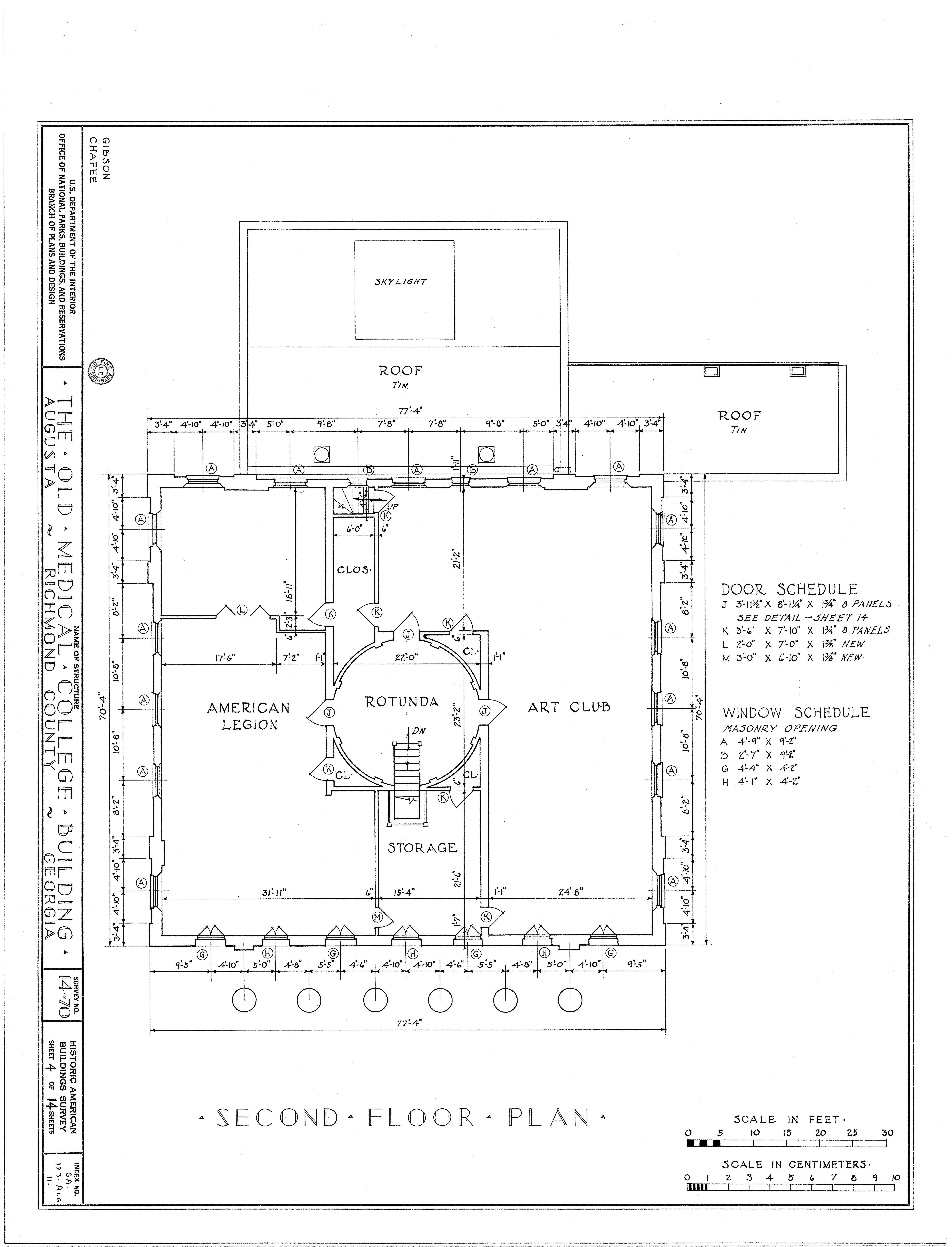
Grundriss 1. Obergeschoss.

## Geschichte
Im 19. und 20. Jahrhundert war das Medical College of Georgia (MCG) die wichtigste medizinische Forschungs- und Studieneinrichtung Georgias. 2011 erreichte das MCG den Hochschulstatus und wurde in Georgia Health Sciences University umbenannt, aber schon zwei Jahre später mit der damaligen Augusta State University zusammengeführt, seit 2015 unter dem Namen Augusta University.
Das College wurde 1828 staatlich zugelassen und 1829 in Augusta eröffnet. 1835 wurde das heute Old Medical College genannte Bauwerk als Hauptgebäude der Schule fertiggestellt. Es diente der medizinischen Ausbildungseinrichtung bis 1913, als sie in ein neues Quartier zog.
Das MCG forcierte in dieser Zeit als eine der treibenden Kräfte die Gründung der American Medical Association 1847, mit dem Ziel, erstmals in den Vereinigten Staaten Richtlinien für Normen und Standards in Arztpraxen, Ausbildungsstandards für den Arztberuf sowie Richtlinien für die Akkreditierung von medizinischen Ausbildungseinrichtungen zu entwickeln.
Das alte Gebäude der Schule wurde 1913 von der angrenzenden Richmond Academy übernommen, einer der ältesten High Schools der Vereinigten Staaten, die es bis 1926 als Berufsbildungszentrum nutzte. Im weiteren Verlauf des 20. Jahrhunderts wurde das Bauwerk von verschiedenen anderen Institutionen genutzt, bis es 1987 von der Medical College of Georgia Foundation erworben wurde, die nach eingehender Analyse das Gebäude 1989 komplett renovierte und das ursprüngliche Aussehen wiederherstellte. Seither steht es als Konferenz- und Veranstaltungsraum zur Verfügung.
Das Old Medical College wurde am 16. März 1972 ins Denkmal-Verzeichnis der Vereinigten Staaten aufgenommen. Am 19. Juni 1996 erhielt das Gebäude die Auszeichnung als National Historic Landmark.